# Haldórsvík
Haldórsvík før 2011 Haldarsvík (dansk: Haldersvig) er en bygd i den nordøstlige del af Streymoy, den største af Færøerne. Blandt færinger kaldes bygden ofte bare Vík. Haldórsvík ligger i Sunda kommuna. 2025 havde Haldórsvík 119 indbyggere.
I 1970'erne blev der gjort meget for at forbedre havneforholdene og en fiskefiletfabrik blev oprettet i havneområdet. Den blev nedlagt i 1990’erne, og bruges i dag til servicering af lakseopdræt i området. Bygden har stadig et mindre havneanlæg.
Skolen har omkring 20 elever. Nogle af dem kommer fra nabobygden, Langasandur. Efter 7. klasse går de i skolen Skúlin við Streymin i Oyrarbakki.
Omkring er der bygden er der nogle steder i selve indmarken stejle bjerghamre, så det har været nødvendigt at anlægge terrasser, kaldet bríkar, for at kunne dyrke jorden.
Vandfaldet Fossá nærheden af Haldórsvík er er det højeste vandfald på Færøerne.

## Historie
Det første led i Haldórsvík kommer af mandsnavnet Haldór eller Halldór. Stedsnavnudvalget godkendte i 1960 skriveformen Haldarsvík, som i 2011 blev ændret til Haldórsvík.
Haldarsvík er første gang nævnt i skriftlige kilder i 1584.
Bygden lå først i Norðstreymoyar prestagjalds kommuna, og var fra 1913 administrationscenter i Haldarsvíkar og Saksunar kommuna. Denne kommune blev delt i Saksunar kommuna og Haldarsvíkar kommuna i 1944, og Haldórsvík fortsatte som centrum i sidstnævnte. Haldarsvíkar kommuna omfattede også bygderne Tjørnuvík og Langasandur, og blev 1. januar 2005 indlemmet i Sunda kommuna.
Bygden fik sin første skole i 1904.

## Kirken
Haldarsvíkar kirkja er fra 1856, Kirken, der er opført af sten, havde tidligere et græstag, men dette blev udskiftet med skiffer, ved en større istandsættelse i 1932. Dette er senere udskiftet med tagpap. På seks af kirkens sider (undtaget er alter- og indgangvæggen) er der indsat store rundbuede vinduer. Indvendig har kirken malede paneler og et kuplet loft. Altertavlen fra 1996 forestiller Den sidste nadver med den modifikation, at apostlenes ansigter er byttet ud med nulevende, kendte færinger.

## Kendte personer
- Lagmand Andrass Samuelsen (1873–1954) kom fra Haldórsvík.

## Galleri
| - Haldarsvíkar kirkja - En å og en bro i Haldórsvík - Haldórsvík |